# Наука в Израел
Науката в Израел е сред най-развитите сектори в страната.
Израел е използвал 4,3 % от своя брутен вътрешен продукт (БВП) за изследвания и развитие през 2015 г., което е най-високият процентен дял в света. През 2019 г. Израел е класиран на 5-то място в списъка за най-иновативни страни от „Блумбърг“ индекса за иновативност . Израел е на 13-то място в света по брой научни публикации на милион жители. През 2014 г. броят на научните статии от Израел, публикувани по света (0,9 %), е много по-голям от дела от населението (0,1 %). Страната е на едно от първите места по брой патенти на глава от населението.
В Израел има 140 учени на всеки 10 000 трудово заети, един от най-високите проценти в света. За сравнение, в САЩ са 85 на 10 000 и 83 на 10 000 в Япония. През 2012 Израел отчита 8337 научни изследователи на пълен работен ден на всеки милион жители. В САЩ броят им е 3984, в Южна Корея 6533, а в Япония 5195. За силната технологична индустрия на Израел допринасят броят на високо образовани и работници, заедно със силното присъствие на външни високотехнологични компании и развитите научноизследователски центрове.
Израел е дом на големи компании в сферата на високите технологии, и има едно от най-технологично грамотните населения в света. През 1998 Тел Авив е обявен от Нюзуик за един от десетте града с най-голямо технологично влияние. От 2000 Израел е член на Eureka (организация) и е домакин на се въртящото се председателство от 2010 до 2011. През 2010 американският журналист Дейвид Кауфман пише, че високотехнологичният регион на Йокнеам има „една от най-големите концентрации на технологични компании в света“. Председателят на борда на директорите на Гугъл, Ерик Шмид хвали страната по време на посещение, казвайки че „Израел има най-важния високотехнологичен център в света след САЩ.“